# Дисереброскандий
Дисереброскандий — бинарное неорганическое соединение, интерметаллид
скандия и серебра
с формулой Ag2Sc,
кристаллы.

## Получение
- Сплавление стехиометрических количеств чистых веществ:

{\displaystyle {\mathsf {Sc+2Ag\ {\xrightarrow {1155^{o}C}}\ Ag_{2}Sc}}}

## Физические свойства
Дисереброскандий образует кристаллы
тетрагональная сингония, пространственная группа I 4/mmm, параметры ячейки a = 0,3524 нм, c = 0,8941 нм, Z = 2,
структура типа дисилицида молибдена MoSi2
.
Соединение конгруэнтно плавится при температуре 1155 °C.